# Mary's mamma
Mary's mamma is de een van de vier singles van Drama, dat enig succes had in 1971/1972.
Het liedje is geschreven door Peter Schoonhoven en Peter Koelewijn (tevens productie), toen vast verbonden aan Phonogram Records. Op de B-kant werd Mademoiselle geperst, waarvoor Koelewijn, Polle Eduard en Frank van der Kloot tekenden. Radio Noordzee Internationaal gaf de single de status treiterschijf mee, de tegenhanger van troetelschijf hetgeen betekende dat het plaatje ieder uur gedraaid werd. De single kreeg ook een Franse en Engelse persing, die laatste met Bring back the money op de B-kant.
Het resulteerde in matige hitnoteringen. Het stond zes weken in de Hilversum 3 Top 30 met een hoogste positie op 18. Op Noordzee zelf haalde het de 16e plaats in een Top 50. In de Nederlandse Top 40 behaalde het in vijf weken een 20e plaats.
De band zag niets in het nummer; het week te veel af van hun andere repertoire. Al in mei 1972 omschreef gitarist Frank van der Kloot als een soort schlager, leuk om te doen, maar verder niets. Er zijn twee covers bekend: Sheila zong het in het Frans: Le mari de mama; Nico Haak in het Duits: Marie wird Mama.